# Église Saint-Remi de Flavy-le-Martel

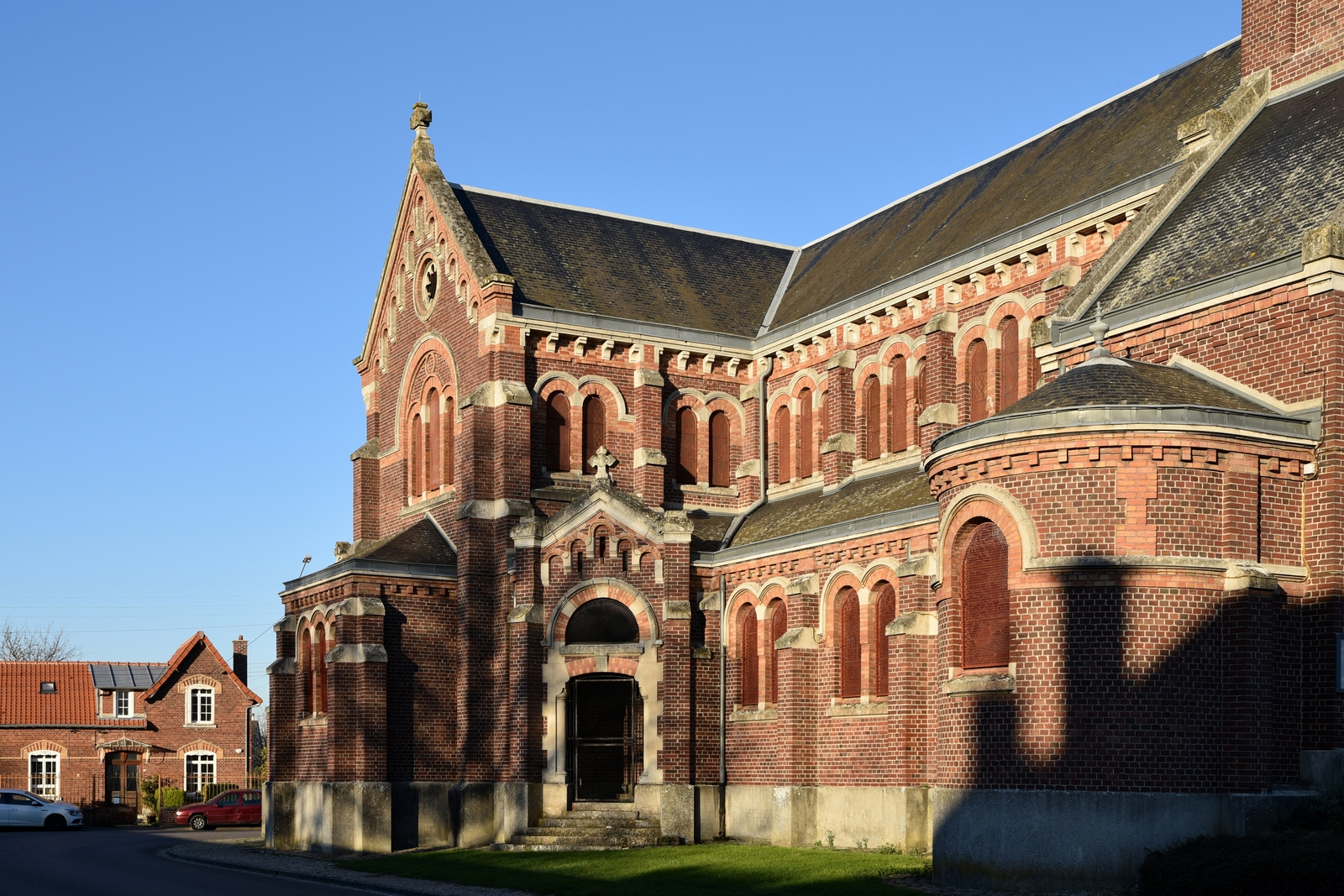
Vue latérale de l'église

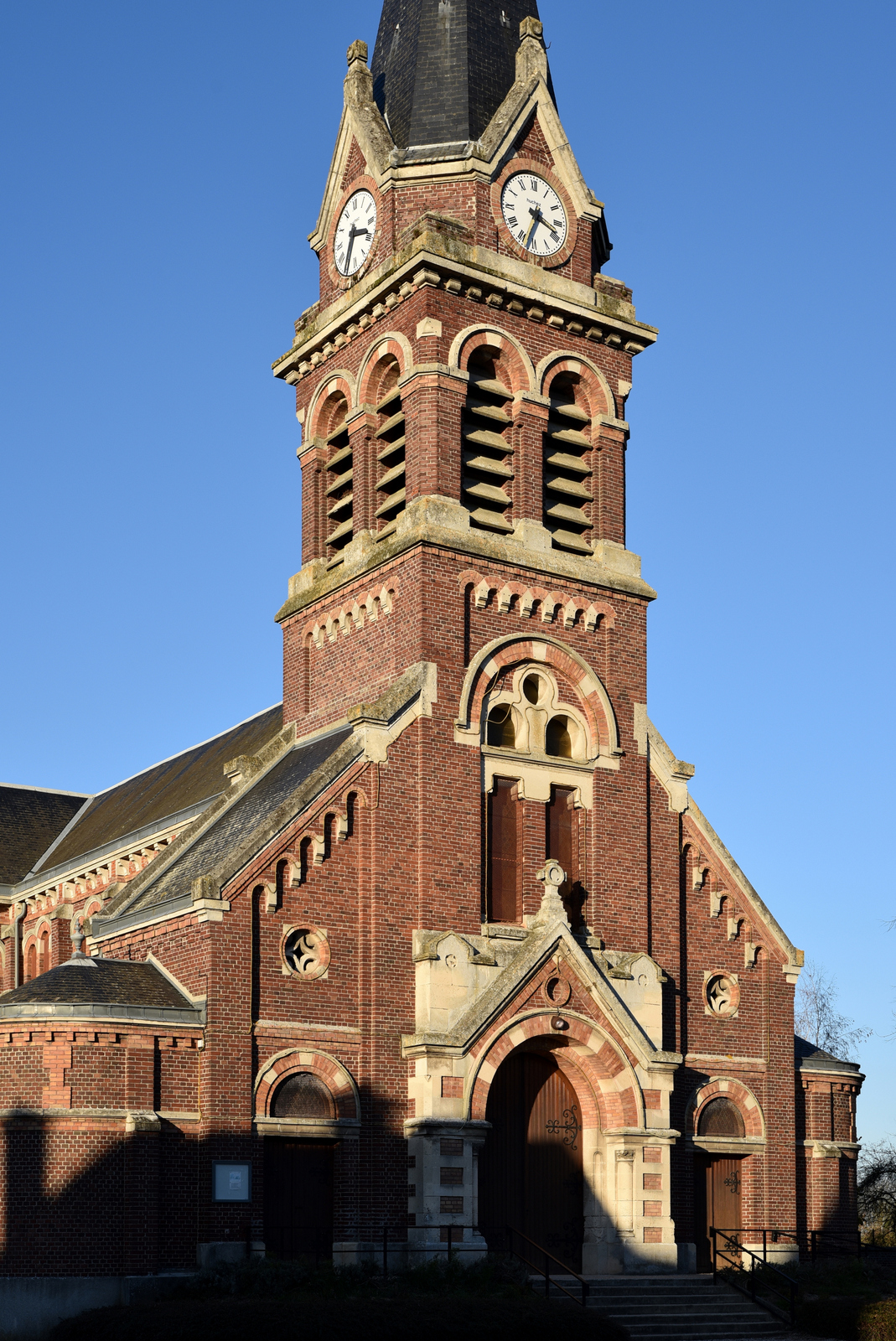
Façade de l'église

L'église Saint-Remi de Flavy-le-Martel est une église située à Flavy-le-Martel, en France.

## Localisation
L'église est située sur la commune de Flavy-le-Martel, dans le département de l'Aisne.